# Деккер-Шенк, Иван Фёдорович
Иван Фёдорович Деккер-Шенк (нем. Johann Decker-Schenk, 1825 (по другим данным 1822 или 1826)), Вена — 19 октября 1899 (по другим данным 23 августа (4 сентября) 1899 года), Санкт-Петербург) — певец, композитор, виртуоз-гитарист, музыкальный педагог.

## Биография
Родился в семье известного венского скрипичного мастера, австриец. Музыкальное образование получил в Венской консерватории по классу пения. Концертировал в Германии и Англии.
С 1861 года в Санкт-Петербурге, управлял тирольским хором в разных увеселительных заведениях, владелец театра оперетты в Петербурге.
Выступал в качестве гитариста. Давал уроки игры на гитаре, преподавал игру на гитаре в Петербургском обществе гитаристов и мандолинистов, среди его учеников известный гитарист Василий Лебедев. Известен как автор нескольких учебников игры на гитаре.
Автор оперетт: «Хаджи-Мурат», «Дон-Кихот», «Тайна Коррехидора», «Девица-кавалерист», «Фрина», «Барышня-крестьянка», «Проказы шута» и др., нескольких популярных романсов, маршей, танцев и песен, а также сочинений и переложений для 6- и 7-струнных гитар (фантазии, дуэты, вариации и др.)

## Сочинения
- Школа-самоучитель для 6-струнной гитары. Ч. 1-2. — СПб-М., 1892